# 682
Cette page concerne l'année 682  du calendrier julien.
L'année 682 est une année commune qui commence un dimanche.

## Événements
- 17 août : début du pontificat de Léon II (fin en 684)[1].

- Au Maghreb, Oqba ibn Nafi, après avoir battu les Berbères et les représentants des Byzantins, rencontre à Tanger le gouverneur byzantin Julien, puis avance jusqu’à l’Atlantique[2].

- Un prince du sang, Elterich (dit Kutluk, ou Qutlugh, le fortuné) est porté à la dignité de Khagan (681-691) grâce à l’adhésion des Tokuz Oghuz. Il fonde le second empire Turc (681-744). La restauration de l'empire des Köktürks, d’origine populaire, est favorisée par le seigneur Tonyukuk[3].

- Peste en Grande-Bretagne (fin en 683)[4].
- Benoît Biscop fonde le monastère de Jarrow, en Northumbrie[5].